# Adalberto Maria Merli
Pour les articles homonymes, voir Merli.
Adalberto Maria Merli est un acteur et acteur de doublage italien, né le 14 janvier 1938 à Rome. 
En France, il est surtout connu pour le rôle du tueur en série Minos traqué par un policier joué par Jean-Paul Belmondo dans Peur sur la ville d'Henri Verneuil en 1975. Il est également apparu dans Un flic hors-la-loi, aux côtés de Bud Spencer.

## Biographie
Il s'est fait connaître pour son travail dans divers drames et mini-séries télévisées. Au cinéma, il partage la vedette avec Alain Delon dans Le Professeur (1972), puis il joue plusieurs films, dont La Villégiature (1973), La Femme aux bottes rouges (1974) et Peur sur la ville (1975). En 1983, dans le film Cent Jours à Palerme, il double Lino Ventura dans la version italienne et joue également le rôle d'un mafieux. En 1999, il est récompensé du Ruban d'argent du meilleur acteur dans un second rôle pour Le Dîner d'Ettore Scola. 
En tant que doubleur, il a doublé en italien Clint Eastwood, dans Million Dollar Baby (pour lequel il a remporté le Ruban d'argent du doublage en 2006), Jack Nicholson, Vol au dessus d'un nid de coucou, David Carradine dans Kill Bill, Malcolm McDowell dans Orange Mécanique, Ed Harris dans The Truman Show (qui lui a valu le prix de la Meilleure voix de personnage du Festival international de doublage Voci nell'Ombra (it) en 1999) ou Robert Redford dans Lions et Agneaux.
En 2011, lors de la huitième édition du Leggio d'oro, il reçoit un prix d'honneur pour l'ensemble de sa carrière
Il est le père de l'actrice Euridice Axen (it).

## Filmographie sélective
- 1972 : Manœuvres criminelles d'un procureur de la République (Il vero e il falso) d'Eriprando Visconti
- 1972 : Le Professeur (La prima notte di quiete) de Valerio Zurlini
- 1973 : La Villégiature (La villaggiatura) de Marco Leto : Franco Rossini
- 1973 : Un flic hors-la-loi (Piedone la sbirro) de Steno
- 1974 : La Femme aux bottes rouges de Juan Buñuel
- 1975 : Face d'espion CIA (Faccia di spia) de Giuseppe Ferrara
- 1975 : Peur sur la ville d'Henri Verneuil : Pierre Valdeck / Minos
- 1976 : Le Gang de Jacques Deray
- 1983 : Cent Jours à Palerme (Cento giorni a Palermo) de Giuseppe Ferrara
- 1985 : Pourvu que ce soit une fille (Speriamo che sia femmina) de Mario Monicelli
- 1989 : L'Orchestre rouge de Jacques Rouffio
- 1998 : Le Dîner (La cena) d'Ettore Scola
- 2004 : Card Player (Il cartaio) de Dario Argento